# 植田俊男
植田 俊男（うえだ としお）は、日本の診療放射線技師・医学研究者。専門は放射線治療。

## 来歴
愛知県がんセンター病院放射線治療部にて、放射線治療を担当していた。
原体照射、打ち抜き照射など、放射線照射技術の発展に力を注ぎ、治療技術の向上に貢献した。
藤田保健衛生大学衛生学部診療放射線技術学科在職中は、放射線治療系の諸科目の講義を担当した。同大学医療科学部放射線学科教授の鈴木昇一と放射線治療技術学の講義を共同で担当していた（現在は同大学教授の加藤秀起が担当）。
岐阜医療科学大学保健科学部放射線技術学科教授の内山幸男や、金沢大学医学部保健学科・元教授の菊池雄三とは、愛知県がんセンター病院在職中より親交がある。